# Жълтеница
Жълтеницата (на латински: Icterus) е болестно състояние, при което се натрупват жлъчни пигменти в кръвта. Жълтеницата не е болест, а само признак, който може да се наблюдава при голям брой болести. Също както кашлицата, повишената температура, хипертонията и др. Именно поради това състоянието често алармира за по-сериозно заболяване, като винаги се препоръчва веднага да се потърси лекарска помощ, ако се открие пожълтяване на кожата или склерите на очите. 
Жълтеницата се проявява първо при склерата („бялото на окото“). Със задълбочаване на състоянието се оцветяват в жълто устата, ноктите и в последния стадий – кожата. Жълто оцветените тъкани и органи се означават като „иктерични“. Цветът на урината се променя според различните видове жълтеница. 

## Етиологичнакласификация на жълтеницата
Според причините за възникването ѝ, жълтеницата бива:
- хемолитична – настъпва при бързо разрушаване на голям брой еритроцити; тогава черния дроб функционира нормално, но няма капацитет да метаболизира високите нива освободен билирубин и той се разнася с кръвта в целия организъм

хемолитичен иктерус възниква при кръвни паразитози, септицемия, някои отравяния и др.
- хепатална – настъпва при чернодробни увреждания; тогава се разрушават нормален брой еритроцити, но болният черен дроб не успява да метаболизира нормалните нива свободен билирубин

хепаталният иктерус е основен клиничен признак на хепатита, поради което неспециалистите погрешно наричат възпалението на черния дроб „жълтеница“; други причини за хепатален иктерус могат да бъдат чернодробната цироза, чернодробните паразитози, някои отравяния и др.
- холестатична – настъпва при нарушения в нормалното оттичане на жлъчката към дуоденума; тогава се разрушават нормален брой еритроцити и черния дроб нормално метаболизира освободения от тях билирубин

холестатичен иктерус възниква при стенози и обтурации на жлъчните канали, и холелитиаза
Различните видове жълтеница споделят обща черта, която се изразява в повишаване на нивото на жлъчните пигменти в кръвта и телесните течности, което от своя страна води до промяна на цвета на почти всички органи. 

## Лабораторна диагностика на жълтеницата
Към момента не е известен лабораторен показател, който самостоятелно да определи етиологичния тип на жълтеницата. Но комбинацията от лабораторни показатели добре диференцира етиологичния тип на жълтеницата.
|                       | Хемолитична      | Хепатална        | Холестатична         |
| --------------------- | ---------------- | ---------------- | -------------------- |
| Общ билирубин         | норма / увеличен | увеличен         | увеличен             |
| Свързан билирубин     | норма            | норма / понижен  | увеличен             |
| Свободен билирубин    | увеличен         | норма / увеличен | норма                |
| Уробилиноген          | увеличен         | норма / увеличен | снижен / отрицателен |
| Цвят на урината       | норма            | тъмен            | тъмен                |
| Цвят на изпражненията | норма            | норма            | безцветни            |
| Алкална фосфатаза     | норма            | норма            | увеличение           |
| ALAT и ASAT           | норма            | увеличение       | норма                |